# Tipula inca
Tipula inca är en tvåvingeart som beskrevs av Alexander 1912. Tipula inca ingår i släktet Tipula och familjen storharkrankar.
Artens utbredningsområde är Peru. Inga underarter finns listade i Catalogue of Life.